# Glunze
Die Glunze (Glunz-Graben) ist ein Fließgewässer in der Gemeinde Bestensee. Sie verbindet den Pätzer Vordersee mit dem Todnitzsee und fließt durch ein Auwaldgebiet. Ihre Länge beträgt etwa 1,2 Kilometer.

## Jüngere Geschichte
Im Jahr 2009 wurde die vorhandene Schleuse abgerissen und aus dem Schifffahrtsverzeichnis ausgetragen. Seit März 2010 erlaubt ein Klappenwehr in Nähe der Wilhelm-Franke-Brücke (Übergang der B246) – im Verbund mit den beiden anderen Sperrwerken in Senzig und Körbiskrug – einerseits die Regelung der Wasserstände aber auch eine ökologische Durchgängigkeit zwischen Dahme und Pätzer Vordersee. Eingebaut wurde ein Fischpass – ein parallel zum Wasserlauf von Bürsten gebremster Kanal – der den Fischen einen Weg stromaufwärts ermöglicht. Die Seitenwände sind so weit hochgezogen, dass Reiher nicht an die Fische kommen. Zudem ist eine Möglichkeit zum Umtragen von Kanus gegeben.
An der Schleuse befindet sich das Königliche Forsthaus, das auf Erlass von Preußenkönig Friedrich II. im Jahr 1775 errichtet wurde und heute ein Restaurant beherbergt.

## Glunze oder Glunse
Unstrittig ist die Schreibweise nicht. Vor allem ältere Bestenseer betonen, dass nach ihrem Schulunterricht die Schreibweise mit „s“ die richtige sei. Etymologisch betrachtet ist das „s“ durchaus nachvollziehbar. Das Areal um die heutige Wilhelm-Franke-Brücke wurde gemäß einer Katasterkarte von 1861 als Gallunsbrück bezeichnet. Umgangssprachlich verschliffen, konnte aus Gallunsbrück Glunsbrück werden. Das stimmlose „s“ wurde dann schriftsprachlich durch „z“ ersetzt.